# Samurai Reincarnation
Pour plus de détails, voir Fiche technique et Distribution.
Samurai Reincarnation (魔界天正, Makai tenshō) est un film japonais réalisé par Kinji Fukasaku, sorti en 1981. C'est l'adaptation du roman homonyme de Fūtarō Yamada.

## Synopsis
Amakusa Shirō est mort dans la rébellion de Shimabara, mais Shirō ressuscité par le pouvoir du diable fait revivre cinq personnes, dont Miyamoto Musashi et Yagyū Munenori, qui étaient déjà morts, et confond le shogunat de Tokugawa.

## Fiche technique
- Titre original : 魔界転生 (Makai tenshō?)
- Titre anglais : Samurai Reincarnation
- Réalisation : Kinji Fukasaku
- Scénario : Kinji Fukasaku et Tatsuo Nogami (ja), d'après le roman Makai tenshō (魔界天正?) de Fūtarō Yamada
- Photographie : Kiyoshi Hasegawa
- Montage : Isamu Ichida (ja)
- Décors : Norimichi Igawa et Yoshikazu Sano
- Son : Shigeji Nakayama
- Musique : Hōzan Yamamoto et Kanno Mitsuaki
- Société de production : Tōei
- Pays d'origine :  Japon
- Langue originale : japonais
- Format : couleur - 35 mm - 2,35:1 - son mono
- Genre :  science-fiction, jidaigeki
- Durée : 122 minutes[2]
- Date de sortie :
  - Japon : 6 juin 1981[2]

## Distribution
- Kenji Sawada : Amakusa Shirō
- Sonny Chiba : Yagyū Jūbei Mitsuyoshi
- Ken Ogata : Miyamoto Musashi
- Keiko Kana : Hosokawa Gracia
- Hiroyuki Sanada : Iga no Kirimaru
- Hideo Murota : Inshun
- Noboru Matsuhashi : Tokugawa Ietsuna
- Jun Oba : Yagyū Tomonori
- Naoko Kubo : Yajima no tsubone
- Hiroshi Inuzuka : Sōgorō
- Takashi Noguchi : Hikosaku
- Asao Uchida : Sakai Tadayo
- Haruki Kadokawa : Itakura Shigemasa
- Jun Hamamura : Shigezaemon
- Mizuho Suzuki : Ogasawara Hidekiyo
- Mikio Narita : Matsudaira Nobutsuna
- Tetsurō Tanba : Muramasa
- Tomisaburō Wakayama : Yagyū Munenori
- Noboru Mitani : un moine
- Seizō Fukumoto : un ninja

## Distinctions

### Récompenses
- 1982 : prix de la révélation de l'année pour Hiroyuki Sanada et des meilleurs décors pour Norimichi Igawa et Yoshikazu Sano aux Japan Academy Prize[3]

### Sélection
- 1982 : prix du meilleur son pour Shigeji Nakayama aux Japan Academy Prize[3]